# Équipe cycliste Rock Racing
Rock Racing est une équipe cycliste américaine. Elle a été créée en 2007 par Michael Ball, fondateur et CEO de la société de conception de vêtements Rock & Republic, son principal sponsor. Elle a le statut d'équipe continentale jusqu'en 2009 et elle participe principalement aux compétitions de l'UCI America Tour. En mars 2010, faute de licence octroyée par l'UCI, elle devient une équipe amateur, puis disparaît à l'issue de la saison.

## Histoire

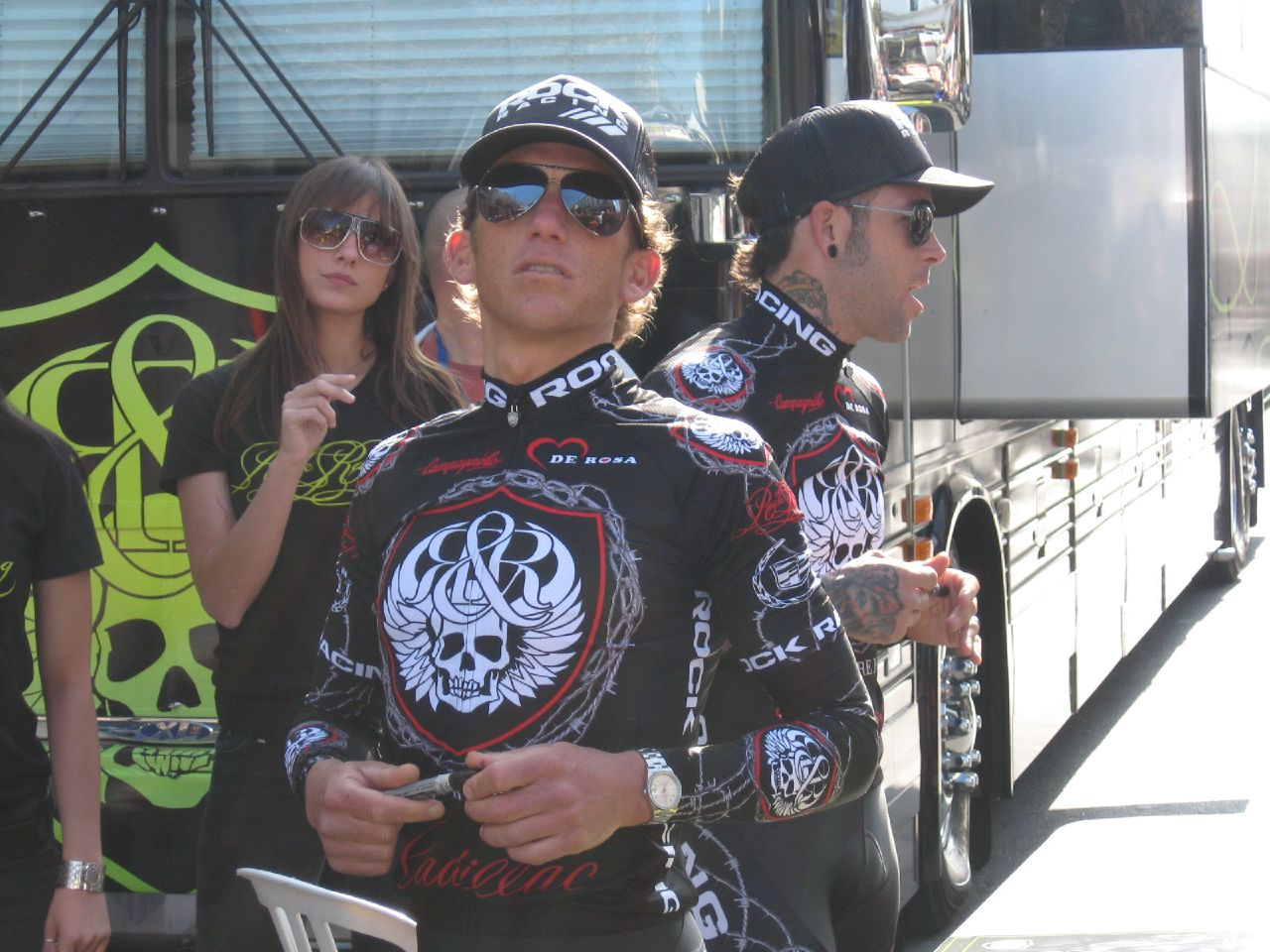
Tyler Hamilton et Kayle Leogrande, au Tour de Californie 2008

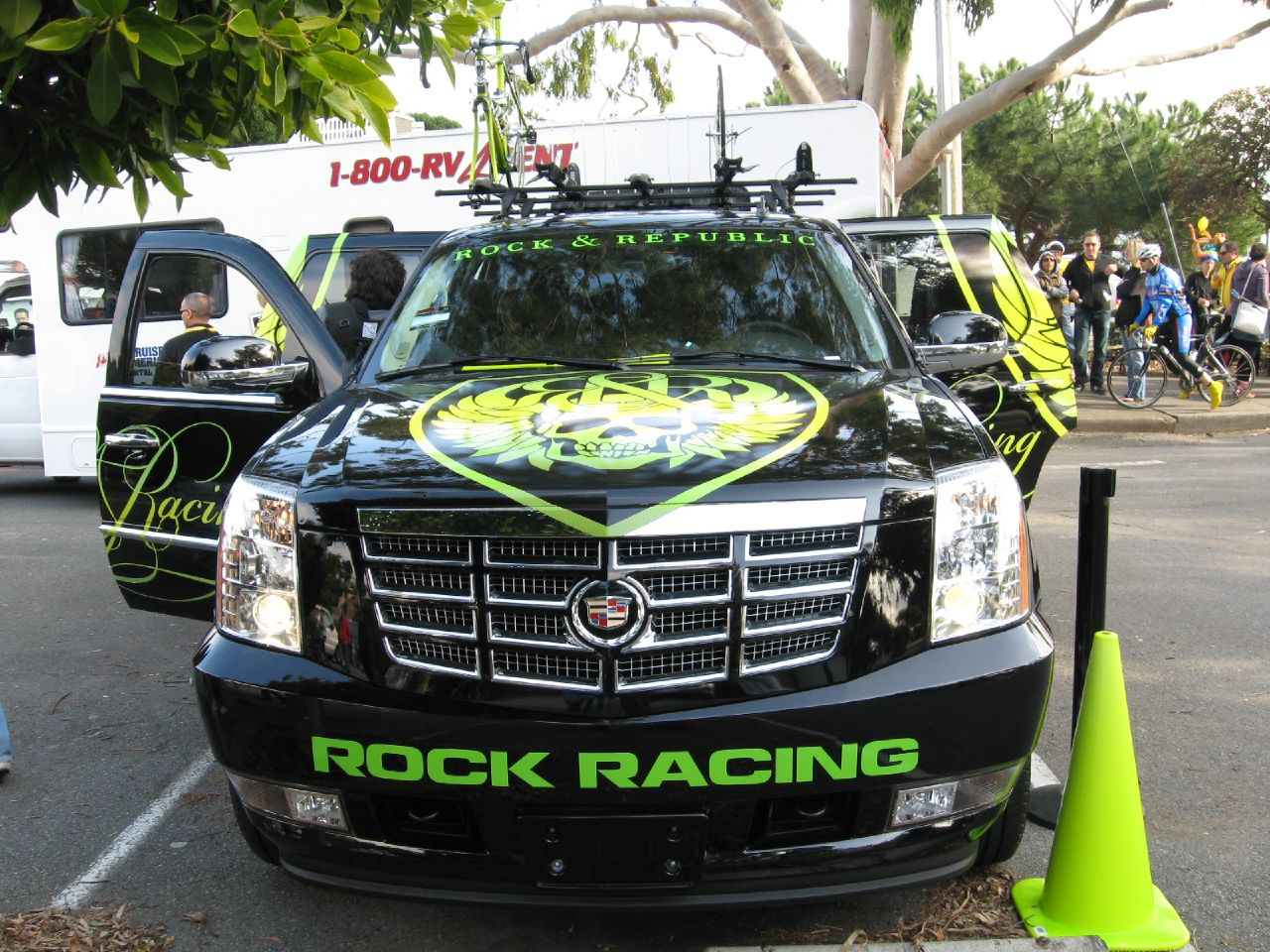
Véhicule de l'équipe en 2008

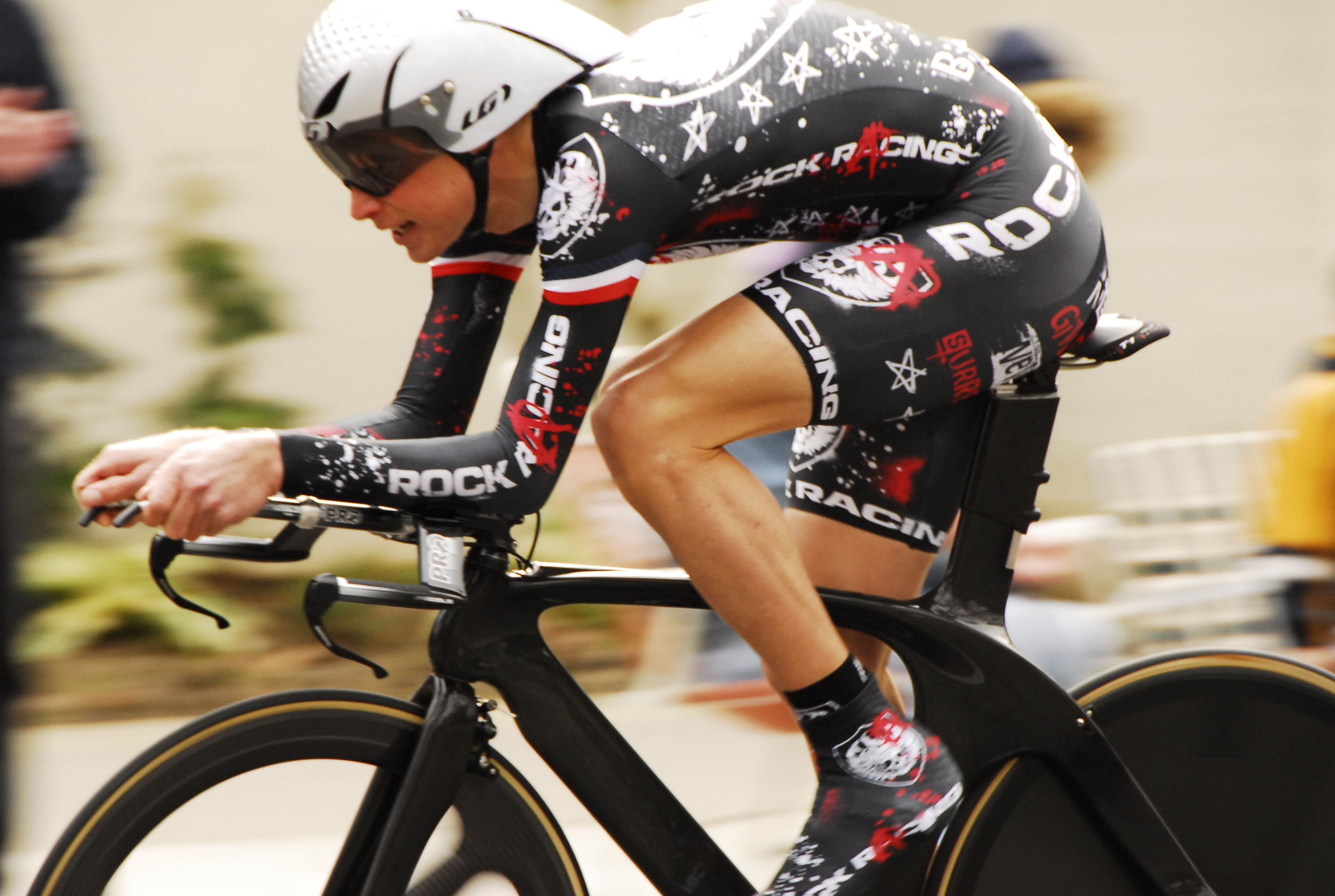
Chris Baldwin en 2009

L'effectif de Rock Racing en 2007 comprend 13 coureurs. Douze d'entre eux sont américains, l'Argentin Lucas Sebastián Haedo étant le seul coureur étranger. Cinq coureurs font leurs débuts professionnels. Le coureur le plus expérimenté est David Clinger, qui a notamment été membre des équipes Festina et US Postal. Les meilleurs résultats de l'équipe sur l'UCI America Tour durant cette saison sont ceux de Kayle Leogrande, 6e de la Reading Classic et 2e d'étape durant la Redlands Classic. Rahsaan Bahati remporte deux courses du circuit américain : le CSC Invitational et le Manhattan Beach Grand Prix.
Michael Ball ayant l'ambition de faire de Rock Racing la meilleure équipe sur le continent américain et de participer aux courses européennes dès 2009, des coureurs expérimentés et dotés de palmarès plus étoffés sont recrutés, tels que Fred Rodriguez, Víctor Hugo Peña, Michael Creed. Le recrutement et la stratégie de Michael Ball suscitent la controverse. Soucieux d'accroître le niveau de son équipe, il engage Tyler Hamilton, de retour de suspension après son contrôle positif à la transfusion sanguine en 2004, et Santiago Botero et Óscar Sevilla, cités dans l'affaire Puerto. Le sprinter italien Mario Cipollini, retiré depuis 2005, est également engagé. Frankie Andreu, engagé en août 2007 au poste de directeur sportif, quitte l'équipe avant le début de la saison 2008, évoquant le manque de communication de la direction, le comportement agressif de celle-ci dans la recherche de sponsors et de coureurs, et le recrutement de coureurs pouvant nuire à la réputation de l'équipe.
L'équipe redescend à l'échelon amateur en 2010 en raison de problèmes financiers récurrents.

## Principales victoires
- Reading Classic : Óscar Sevilla (2008)
- Tour du lac Qinghai : Tyler Hamilton (2008)
- Tour des Asturies : Francisco Mancebo (2009)
- Tour de l'Utah : Francisco Mancebo (2009)
- Tour de Chihuahua : Óscar Sevilla (2009)
- Tour du Mexique : Óscar Sevilla (2010)

## Classements UCI

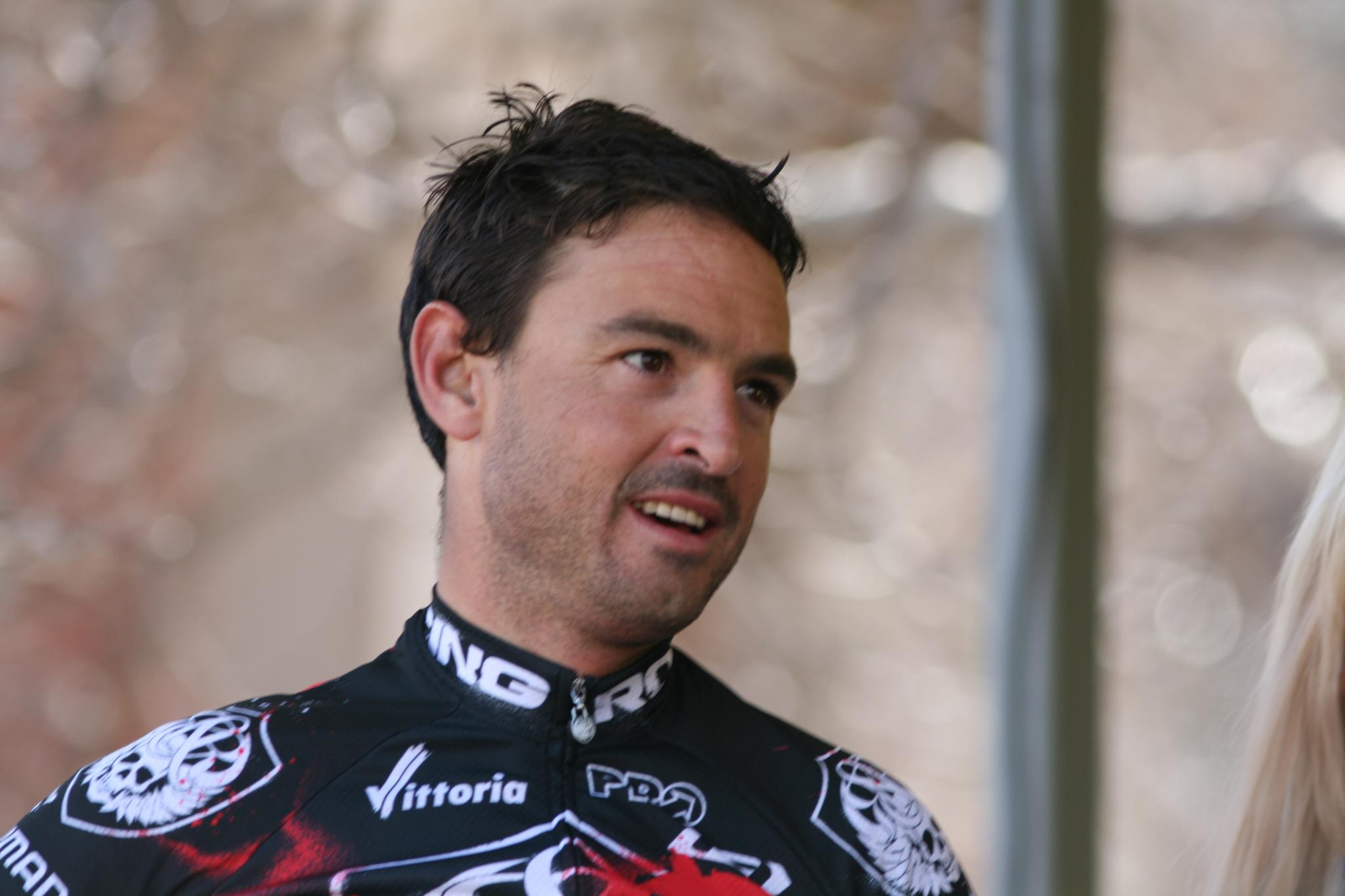
Francisco Mancebo, Rock Racing.

L'équipe Rock Racing participe aux épreuves des circuits continentaux et principalement les courses du calendrier de l'UCI America Tour. Le tableau ci-dessous présente les classements de l'équipe sur les circuits, ainsi que son meilleur coureur au classement individuel. En 2008, Rock Racing a pris part au Tour du lac Qinghai, remporté par Tyler Hamilton, et est par conséquent classé à l'UCI Asia Tour.
UCI America Tour
| Saison | Classement par équipes | Meilleur coureur au classement individuel |
| ------ | ---------------------- | ----------------------------------------- |
| 2007   | 25e                    | Kayle Leogrande (169e)                    |
| 2008   | 4e                     | Óscar Sevilla (9e)                        |
| 2009   | 5e                     | Francisco Mancebo (12e)                   |

UCI Asia Tour
| Saison | Classement par équipes | Meilleur coureur au classement individuel |
| ------ | ---------------------- | ----------------------------------------- |
| 2008   | 9e                     | Tyler Hamilton (8e)                       |

UCI Europe Tour
| Saison | Classement par équipes | Meilleur coureur au classement individuel |
| ------ | ---------------------- | ----------------------------------------- |
| 2008   | 116e                   | Víctor Hugo Peña (1139e)                  |
| 2009   | 46e                    | Francisco Mancebo (90e)                   |

UCI Oceania Tour
| Saison | Classement par équipes | Meilleur coureur au classement individuel |
| ------ | ---------------------- | ----------------------------------------- |
| 2009   | 12e                    | Glen Chadwick (15e)                       |

## Saison 2010

### Effectif
Óscar Sevilla, Fred Rodriguez, Glen Chadwick

### Victoires
| Date       | Course                                | Pays    | Classe | Vainqueur       |
| ---------- | ------------------------------------- | ------- | ------ | --------------- |
| 20/04/2010 | 3e étape du Tour du Mexique           | Mexique | 2.2    | Ignacio Sarabia |
| 23/04/2010 | 6e étape du Tour du Mexique           | Mexique | 2.2    | Ignacio Sarabia |
| 25/04/2010 | Classement général du Tour du Mexique | Mexique | 2.2    | Óscar Sevilla   |

## Saison 2009

### Effectif
| Cycliste               | Date de naissance | Nationalité      | Équipe 2008                       |
| ---------------------- | ----------------- | ---------------- | --------------------------------- |
| Rahsaan Bahati         | 13 février 1982   | États-Unis       | Ex-pro (Rock Racing 2008)         |
| Chris Baldwin          | 15 octobre 1975   | États-Unis       | Toyota United PCT                 |
| Alex Boyd              | 21 mai 1987       | États-Unis       | Néo-pro                           |
| Glen Chadwick          | 17 octobre 1976   | Nouvelle-Zélande | Type 1                            |
| Iván Domínguez         | 28.05.1976        | Cuba             | Toyota-United P.C.T               |
| James Driscoll         | 11 novembre 1986  | États-Unis       | Néo-pro                           |
| José Enrique Gutiérrez | 18 juin 1974      | Espagne          | Ex-pro LPR 2007                   |
| Tyler Hamilton         | 1er mars 1971     | États-Unis       |                                   |
| Sergio Hernandez       | 8 janvier 1985    | États-Unis       |                                   |
| Aaron Kemps            | 10 septembre 1983 | Australie        | Astana                            |
| Stirling Magnell       | 5 avril 1983      | États-Unis       |                                   |
| Francisco Mancebo      | 9 mars 1976       | Espagne          | Fercase-Rota dos Móveis           |
| David Martín           | 8 novembre 1983   | Espagne          | Orbea                             |
| Víctor Hugo Peña       | 10 juillet 1974   | Colombie         |                                   |
| Fred Rodriguez         | 3 septembre 1973  | États-Unis       |                                   |
| Nicholas Sanderson     | 27 mai 1984       | Australie        | Jelly Belly                       |
| Óscar Sevilla          | 29 septembre 1976 | Espagne          |                                   |
| David Tanner           | 30 septembre 1984 | États-Unis       | Néo-pro VC La Pomme Marseille DN1 |
| David Vitoria          | 15 octobre 1984   | Suisse           | Ex-pro BMC Racing Team 2007       |
| Justin Williams        | 26 mai 1989       | États-Unis       |                                   |

### Victoires
| Date       | Course                                  | Pays       | Classe | Vainqueur         |
| ---------- | --------------------------------------- | ---------- | ------ | ----------------- |
| 15/02/2009 | 1re étape du Tour de Californie         | États-Unis | 2.HC   | Francisco Mancebo |
| 04/03/2009 | 4e étape du Tour du Mexique             | Mexique    | 2.2    | David Vitoria     |
| 05/03/2009 | 5e étape du Tour du Mexique             | Mexique    | 2.2    | David Vitoria     |
| 28/04/2009 | 1re étape du Tour des Asturies          | Espagne    | 2.1    | Glen Chadwick     |
| 29/04/2009 | 2e étape du Tour des Asturies           | Espagne    | 2.1    | Óscar Sevilla     |
| 01/05/2009 | 4e étape du Tour des Asturies           | Espagne    | 2.1    | Francisco Mancebo |
| 02/05/2009 | Classement général du Tour des Asturies | Espagne    | 2.1    | Francisco Mancebo |
| 19/06/2009 | 12e étape du Tour de Colombie           | Colombie   | 2.2    | Víctor Hugo Peña  |
| 20/06/2009 | 13e étape du Tour de Colombie           | Colombie   | 2.2    | Glen Chadwick     |
| 10/10/2009 | Classement général du Tour de Chihuahua | Mexique    | 2.2    | Óscar Sevilla     |

## Saison 2008

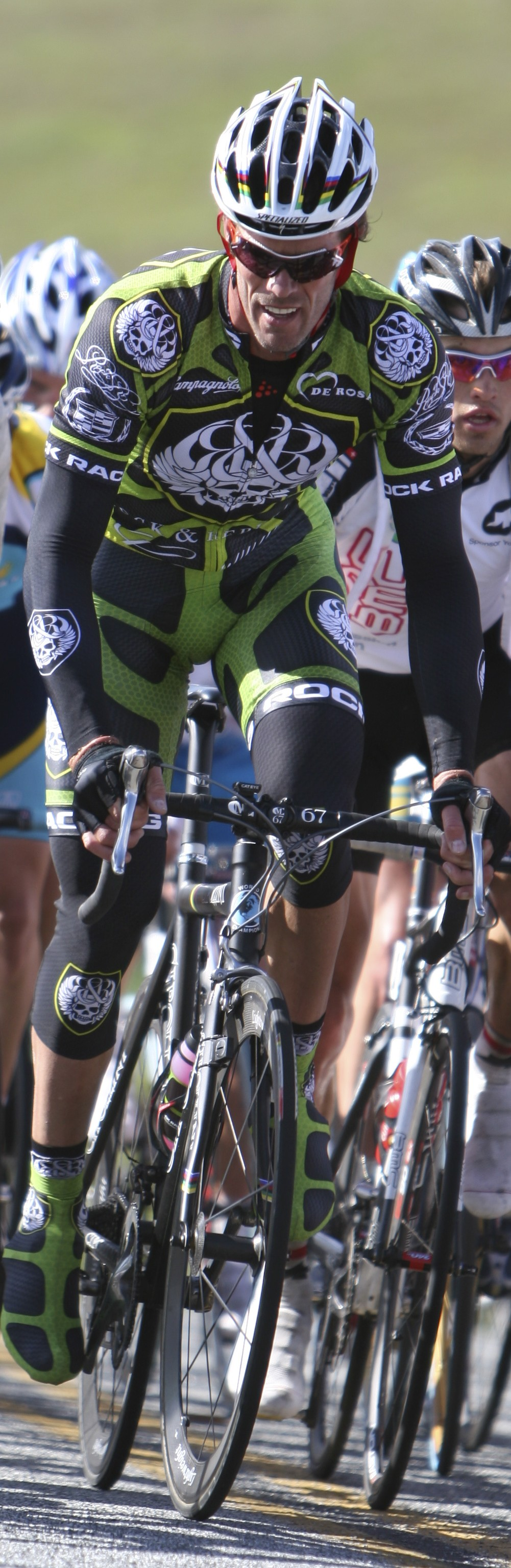
Mario Cipollini au Tour de Californie

### Effectif
| Cycliste                         | Date de naissance | Nationalité | Équipe 2007            |
| -------------------------------- | ----------------- | ----------- | ---------------------- |
| Rahsaan Bahati                   | 13 février 1982   | États-Unis  |                        |
| Santiago Botero                  | 27 octobre 1972   | Colombie    | UNE-Orbitel            |
| Mario Cipollini (jusqu'au 17.03) | 22 mars 1967      | Italie      | Ex-pro (Liquigas 2005) |
| Michael Creed                    | 8 janvier 1981    | États-Unis  | Slipstream Chipotle    |
| Brock Curry                      | 22 avril 1987     | États-Unis  | Néo-pro                |
| Peter Dawson                     | 4 février 1982    | Australie   | Southaustralia.com-AIS |
| Tyler Hamilton                   | 1er mars 1971     | États-Unis  | Tinkoff Credit Systems |
| Sergio Hernandez                 | 8 janvier 1985    | États-Unis  |                        |
| Kayle Leogrande                  | 29 mars 1977      | États-Unis  |                        |
| Stirling Magnell                 | 5 avril 1983      | États-Unis  |                        |
| Doug Ollerenshaw                 | 26 octobre 1979   | États-Unis  | Health Net             |
| Víctor Hugo Peña                 | 10 juillet 1974   | Colombie    | Unibet.com             |
| Fred Rodriguez                   | 3 septembre 1973  | États-Unis  | Predictor-Lotto        |
| Óscar Sevilla                    | 29 septembre 1976 | Espagne     | Relax-GAM              |
| Adam Switters                    | 25 février 1987   | États-Unis  |                        |
| Justin Williams                  | 26 mai 1989       | États-Unis  | Néo-pro                |
| Jeremiah Wiscovitch              | 23 décembre 1983  | États-Unis  |                        |

### Victoires
Victoires sur les Circuits Continentaux
| Date       | Course                                    | Pays       | Classe | Vainqueur        |
| ---------- | ----------------------------------------- | ---------- | ------ | ---------------- |
| 10/05/2008 | Prologue du Tour de Colombie              | Colombie   |        | Santiago Botero  |
| 19/05/2008 | 7e étape du Tour de Colombie              | Colombie   |        | Víctor Hugo Peña |
| 21/05/2008 | 9e étape du Tour de Colombie              | Colombie   |        | Óscar Sevilla    |
| 05/06/2008 | Reading Classic                           | États-Unis |        | Óscar Sevilla    |
| 18/07/2008 | 8e étape du Tour du lac Qinghai           | Chine      |        | Tyler Hamilton   |
| 20/07/2008 | Classement général du Tour du lac Qinghai | Chine      |        | Tyler Hamilton   |

Championnats nationaux
| Date       | Course                                | Pays       | Classe | Vainqueur      |
| ---------- | ------------------------------------- | ---------- | ------ | -------------- |
| 31/08/2008 | Championnats des États-Unis sur route | États-Unis |        | Tyler Hamilton |